# Xã Clear Creek, Quận Marion, Kansas
Xã Clear Creek (tiếng Anh: Clear Creek Township) là một xã thuộc quận Marion, tiểu bang Kansas, Hoa Kỳ. Năm 2010, dân số của xã này là 548 người.

## Giao thông
Xa lộ Liên tiểu bang 77 đi qua xã này.